# Дива котка
Дивата котка (Felis silvestris) е дребен бозайник от разред Хищници, семейство Коткови (Felidae), род Котки. 

## Разпространение
Разпространена е в Европа, Предна и Средна Азия и Африка. Живее в скалисти или гористи местности. В наши дни дивата котка се е превърнала в сравнително рядко (макар и считано за незастрашено) животно, тъй като домашните котки и хората я изместват от биотопа, който традиционно обитава.

## Описание
Размерите на дивите котки са малко по-големи от тези на произлязлата от техния вид Домашна котка. Тези животни имат дължина от 45 до 80 cm (91) и височина до 43 cm, опашка дълга 29-34 cm. Тялото на дивата котка е здраво и набито, покрито с гъста козина. Теглото ѝ е от 3 до 8 кг.

## Начин на живот
Поведението и начинът на живот на непитомните диви котки са относително слабо проучени. Те предпочитат да ловуват нощем (т.е. това са нощни животни) и избягват срещите с хора, поради което са много редки случаите на прякото им наблюдение в природата. Известни са и случаи на нападения над по-млади сърни и кози, но обикновено дивите котки се хранят с дребни бозайници, като гризачи и зайци.
Дивата котка е териториално животно. Подобно на повечето котки избягва компанията на себеподобни извън размножителния период, който е два пъти годишно (пролет и есен). След около 2 месеца бременност женската се усамотява в някоя скришна хралупа на дърво и ражда от 3 до 6 малки. Малките се раждат слепи и безпомощни, също като при домашната котка. Майката ги кърми около 4 месеца.

## Подвидове
- Felis silvestris silvestris – европейска дива котка
- Felis silvestris lybica – африканска (либийска, нубийска) дива котка
- Felis silvestris cafra – африканските диви котки на юг от Сахара
- Felis silvestris ornata – азиатска (степна) дива котка
- Felis (silvestris) bieti – китайска планинска котка, считана за отделен вид
- Felis silvestris catus – домашна котка